# Gråhuvad skriktrast
Gråhuvad skriktrast (Argya cinereifrons) är en fågel i familjen fnittertrastar som enbart förekommer i Sri Lanka.

## Utseende och läten
Gråhuvad skriktrast är en 23 cm lång, relativt enfärgad fnittertrast. Den har gråaktigt huvud, rostbrun ovansida och stjärt samt beigefärgad undersida med ljusare strupe. Ben och näbb är mörka. Ungfågeln är livligare rostbrun ovan. Bland lätena hörs ett hårt tjattrande från småflockar som vanligen avslutas i ett stressat skri.

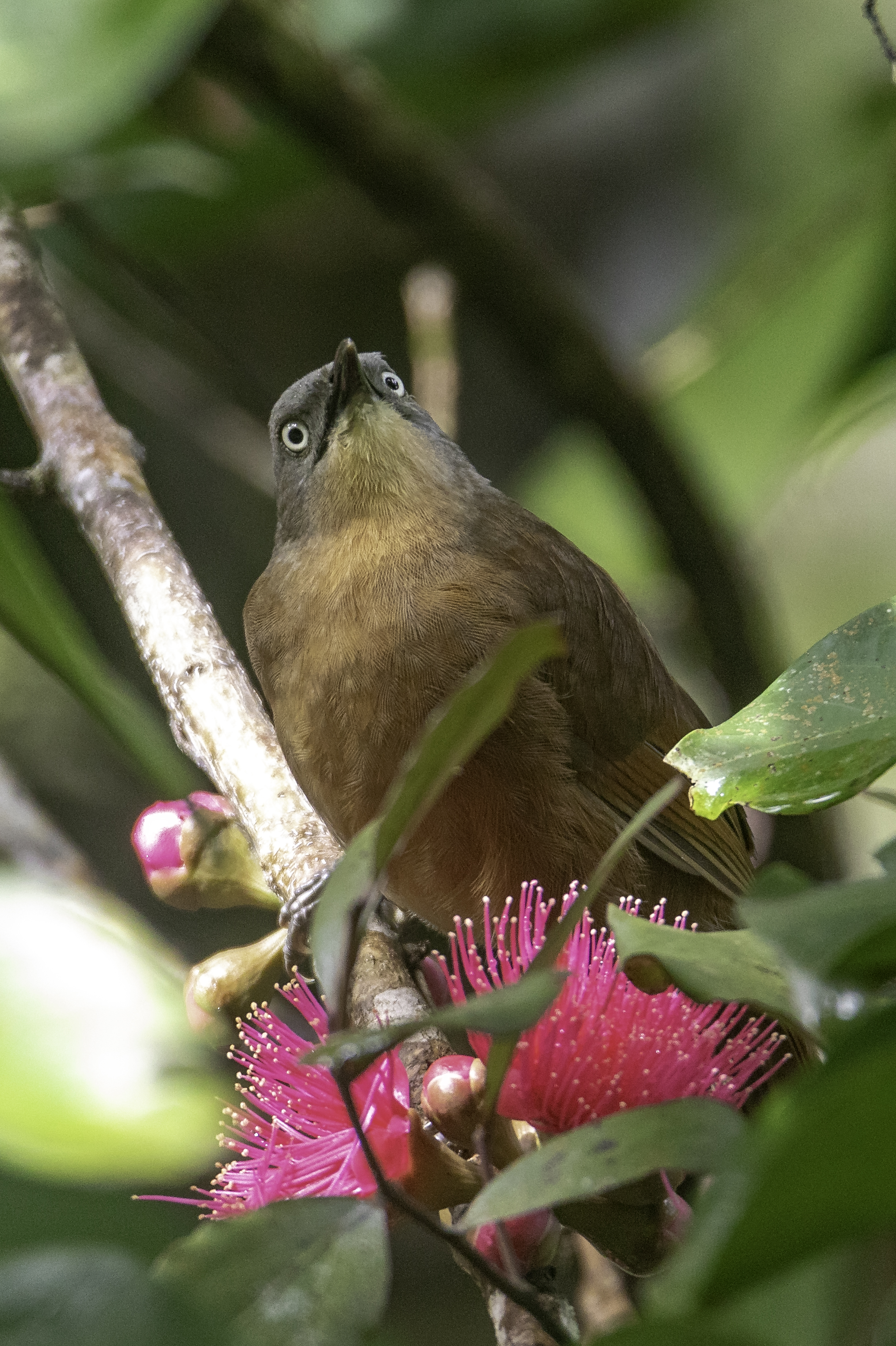

## Utbredning och systematik
Gråhuvad skriktrast förekommer enbart i regnskog i sydvästra Sri Lanka. Den behandlas som monotypisk, det vill säga att den inte delas in i några underarter.

### Släktestillhörighet
Gråhuvad skriktrast placeras tidigare bland fnittertrastarna i släktet Garrulax, då med det svenska trivialnamnet ceylonfnittertrast. DNA-studier från 2019 visar dock förvånande nog att fågeln är systerart med grå skriktrast och förs därför numera till Argya (se detta släkte för motivering).

## Levnadssätt
Gråhuvad skriktrast hittas i undervegetation i städsegrön lövskog, men även i bambustånd, upp till 1200 meters höjd, lokalt högre. Den födosöker i grupper om fyra till 20 fåglar på eller nära marken på jakt efter fjärilslarver, skalbaggar, små sniglar, frukt och frön. Den kan också ses i artblandade flockar, ofta tillsammans med ceylonskriktrast.

### Häckning
Fågeln häckar mellan mars och augusti, men bon har även hittats under andra delar av året. Boet är inte mycket mer än en slarvigt sammansatt hög av kvistar som placeras cirka fem meter ovan mark i en buske eller i en trädklyka. Däri lägger den tre till fyra ägg. Arten tros åtminstone delvis häcka kooperativt. Den utsätts ofta för bopredation, framför allt av ceylonblåskata.

## Status och hot
Gråhuvad skriktrast har ett litet utbredningsområde och liten världspopulation uppskattad till endast mellan 2 500 och 10 000 vuxna individer. Den tros dessutom minska i antal till följd av habitatförstörelse. Internationella naturvårdsunionen IUCN kategoriserar arten som sårbar.